# Refuge de Platé
Le refuge de Platé est un refuge appartenant au Club alpin français. Il est gardé l'été. Il se trouve sur le tour des Fiz et non loin du GR 96, en Haute-Savoie, face au mont Blanc.